# Fatehpur Sikri
Fatehpur Sikri là một thị trấn nằm tại huyện Agra, thuộc bang Uttar Pradesh, Ấn Độ. Thành phố cũ trước đây được thành lập bởi Hoàng đế Akbar như là thủ đô của đế quốc Mogul vào năm 1571 kéo dài đến năm 1585, khi Akbar rời khỏi đó sau một chiến dịch ở Punjab và nó bị bỏ rơi hoàn toàn vào năm 1610.
Tên của nó bắt nguồn từ tên của một ngôi làng trước đây tại vị trí của thị trấn có tên là Sikri. Trong một cuộc khảo sát của Cơ quan Khảo sát Khảo cổ Ấn Độ từ 1999-2000 đã phát hiện về một khu dân cư, đền thờ và trung tâm thương mại trước khi Akbar xây dựng thủ đô tại đây.
Một Khanqah của Salim Chishti từng tồn tại trước đây. Con trai của Akbar là Jahangir sinh ra tại ngôi làng vào năm 1559 và năm đó Akbar bắt đầu xây dựng một khu phức hợp tôn giáo để tưởng nhớ đến vị vua đã tiên đoán sự ra đời này. Sau sinh nhật lần thứ hai của Jahangir, ông bắt đầu xây dựng một thành phố có tường bao quanh và cung điện hoàng gia ở đây. Thành phố được biết đến với cái tên Fatehpur Sikri, "Thành phố chiến thắng", sau chiến dịch Gujarat thắng lợi của Akbar năm 1573.
Sau khi chiếm Agra vào năm 1803, người Anh đã thành lập một trung tâm hành chính ở đây và nó vẫn duy trì cho đến năm 1850. Năm 1815, Hầu tước xứ Hastings đã ra lệnh sửa chữa các di tích tại Sikri.

## Lịch sử
Thành phố được thành lập vào năm 1571 và được đặt theo tên của ngôi làng Sikri tại vị trí này trước đó. Buland Darwaza được xây dựng để vinh danh Cuộc chinh phục Gujarat của Akbar thắng lợi. Khi đó, thành phố được biết đến là Fatehpur Sikri - Thành phố Chiến thắng. Akbar sau đó bỏ rơi thành phố vào năm 1585 khi ông đi chiến đấu trong một chiến dịch ở Punjab, trước khi nó bị bỏ rơi hoàn toàn vào năm 1610. Lý do bị bỏ rơi có lẽ là do nguồn cung cấp nước, mặc dù cũng có thể là do Akbar không còn hứng thú với nơi này, khi nó được xây dựng do sở thích của ông. Ralph Fitch, một thương nhân người Anh đã có những ghi chép về nơi này. Ông mô tả, "Agra và Fatehpore Sikri là hai thành phố rất lớn, nó còn lớn hơn nhiều so với London, và rất đông dân. Giữa Agra và Fatehpore có khoảng cách 12 dặm và khoảng cách đó là một thị trường lương thực và những thứ khác, người dân có đầy đủ như thể ở trong một thị trấn, và có rất nhiều người như thể đang ở trong khu chợ".
Akbar đã đến thăm thành phố chỉ một lần vào năm 1601 sau khi rời bỏ nó. William Finch đến thăm thành phố 4-5 năm sau khi nó bị bỏ hoang hoàn toàn, "Tất cả chỉ là sự hủy hoại" giống như một "Sa mạc hoang phế". Trong trận dịch bệnh dịch hạch từ 1616-1624, Jahangir ở lại đây ba tháng vào năm 1619. Muhammad Shah ở lại đây một thời gian và công việc sửa chữa được bắt đầu lại. Tuy nhiên, với sự suy tàn của đế chế Mogul, điều kiện của các tòa nhà trở nên tồi tệ hơn.
Trong khi truy đuổi các tàn quân của Daulat Rao Sindhia vào tháng 10 năm 1803, Gerard Lake đã để lại những khẩu súng và hành lý cồng kềnh trong thị trấn. Sau khi chiếm Agra vào năm 1803, người Anh đã thành lập một trung tâm hành chính ở đây và nó vẫn duy trì cho đến năm 1850. Năm 1815, Hầu tước xứ Hastings đã ra lệnh sửa chữa các di tích tại Sikri và Sikandra. Sau đó nó là một đô thị từ năm 1865 đến 1904 và sau đó đã trở thành một khu vực hội đồng. Dân số năm 1901 là 7.147 người.

## Kiến trúc

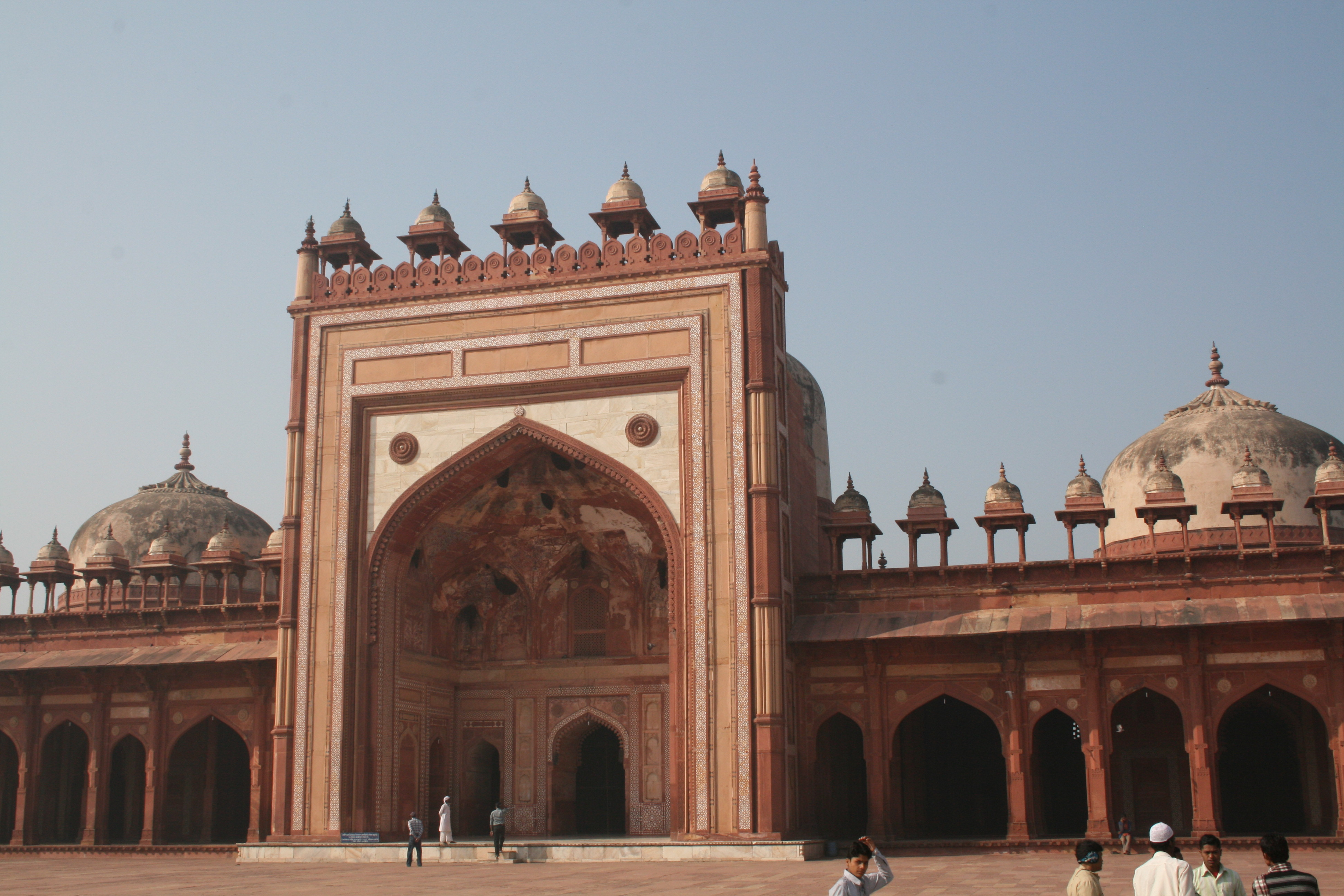
Jama Masjid, Fatehpur Sikri

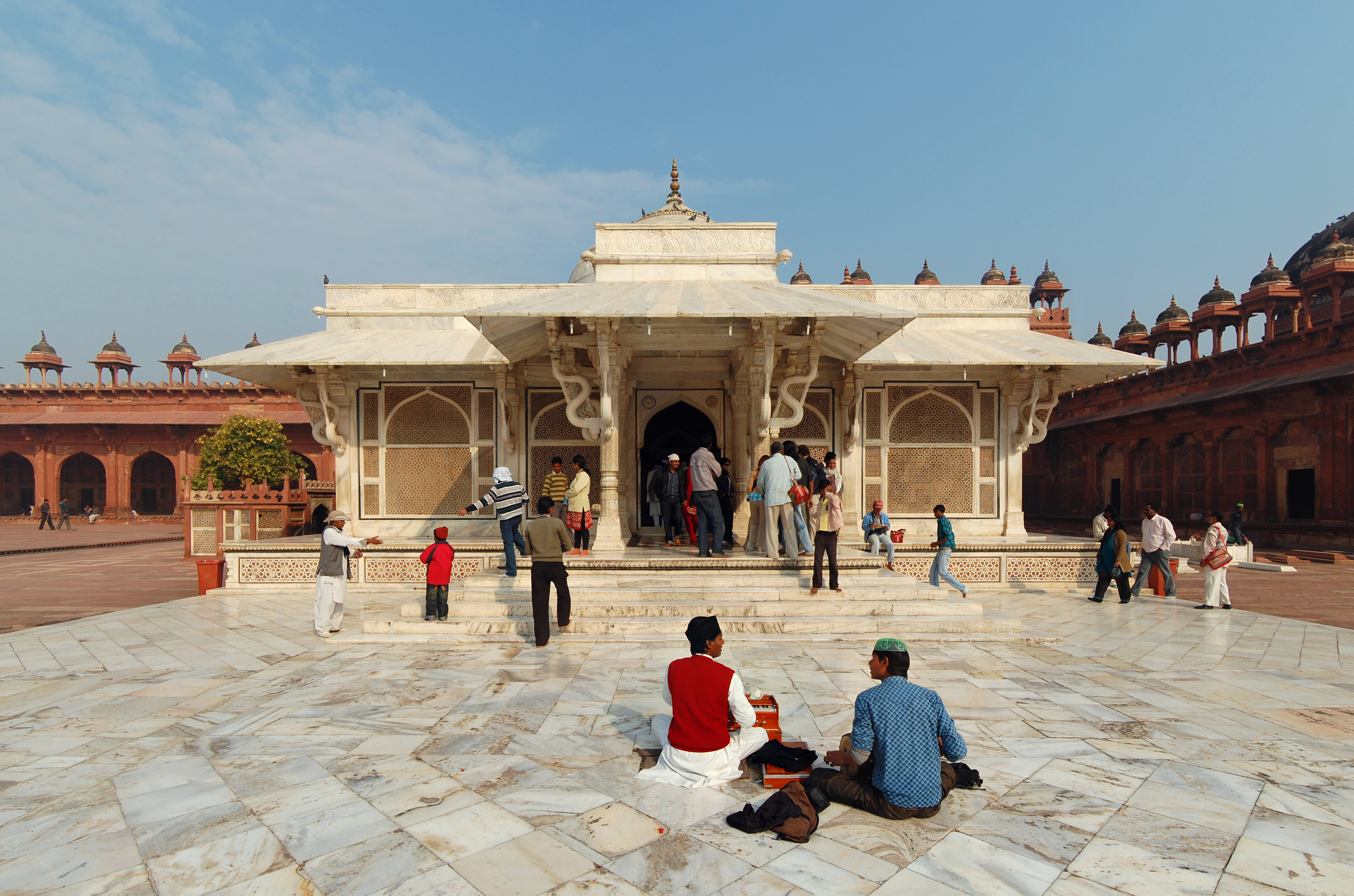
Lăng mộ Salim Chishti

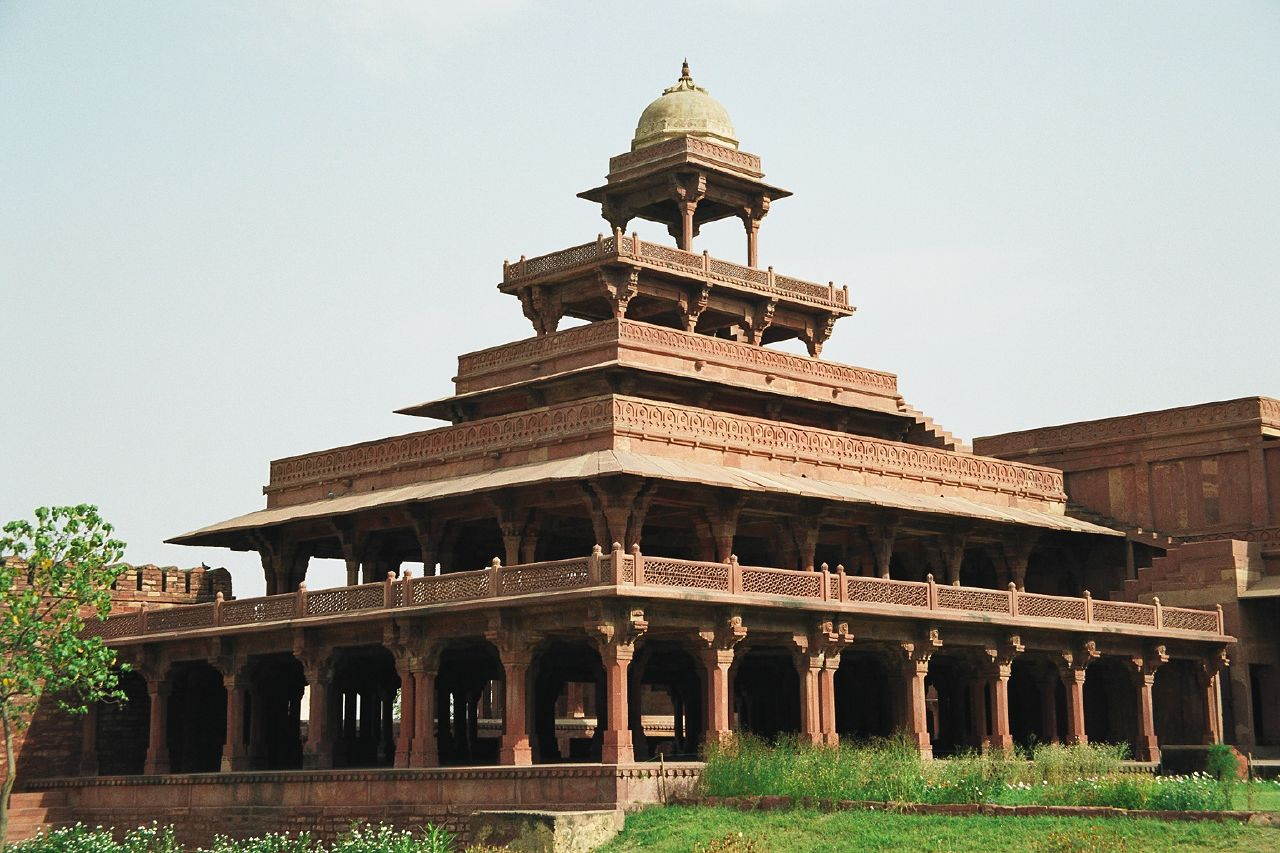
Panch Mahal, Fatehpur Sikri

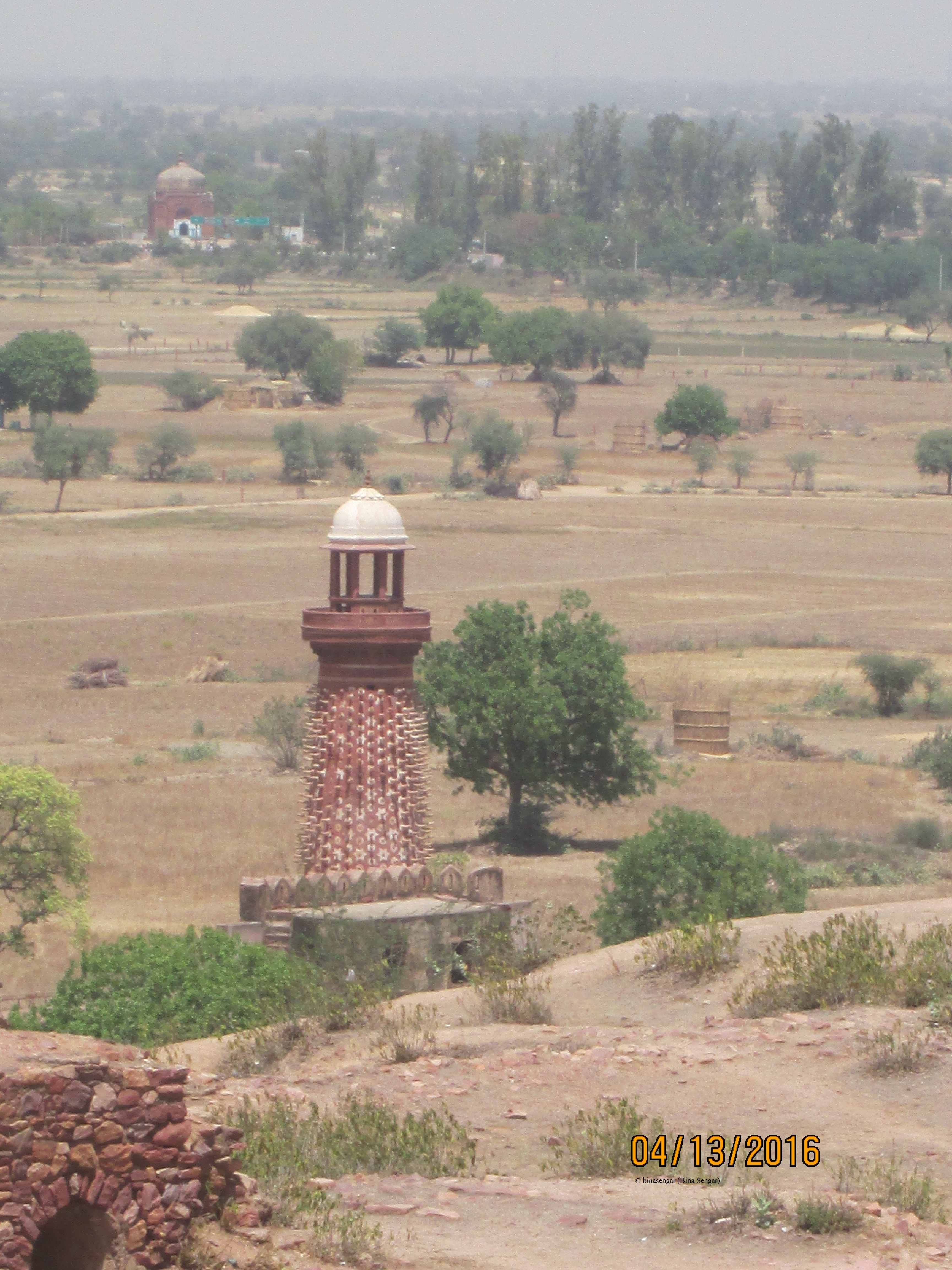
Hiran Minar, Fatehpur Sikri

Fatehpur Sikri nằm trên sườn núi đá dài 3 kilômét (1,9 mi) và rộng 1 km (0,62 mi), còn thành phố và cung điện nằm trong thành lũy dài 6 km (3,7 mi) tại ba hướng, hướng còn lại giáp với hồ nước. Kiến trúc của nó mô phỏng theo triều đại Timurid. Ảnh hưởng của vương quốc Gujarati cũng được nhìn thấy trong kiến trúc và trang trí các cung điện của Fatehpur Sikri. Kiến trúc của thành phố phản ánh cả hình thức kiến trúc nội địa Ấn Độ giáo và Hồi giáo phổ biến ở Ấn Độ vào thời điểm đó. Một số công trình quan trọng tại đây có thể kể đến Buland Darwaza (Cổng Chiến thắng). Đó là một cấu trúc nằm ở bức tường phía nam nhà thờ Hồi giáo. Từ bên ngoài, nó cao 55 mét và thấp dần vào phía trong. Nó được thêm khoảng 5 năm sau khi nhà thờ Hồi giáo được xây dựng (từ 1576-1577) như là một mái vòm chiến thắng để kỷ niệm chiến dịch Gujarat thắng lợi. Trung tâm của công trình từ ngoài vào là ba lối vào lớn hình vòm cung, trong đó vòm lớn nhất ở chính giữa được biết đến với tên Cổng Móng ngựa, do phong tục đóng móng ngựa vào cánh cửa gỗ lớn tại đó để gặp may mắn. Phía trước các cổng là những bậc thang khổng lồ còn bên trái là một giếng nước sâu.
Buland Darwaza là lối vào của Nhà thờ Hồi giáo Jama. Đây có lẽ là một trong số những tòa nhà đầu tiên được xây dựng, và thời điểm nó hoàn thành là vào khoảng năm 979 theo lịch Hijri (1571-72). Nó được xây dựng theo phong cách của nhà thờ Hồi giáo Ấn Độ với một sân giữa lớn nằm ở trung tâm. Một điểm khác biệt chính là một Chhatri (vọng lâu) nằm tại thánh đường. Có tổng cộng bảy phần nhà xây lồi ra ngoài, mỗi phần này gồm có ba Mihrab (hốc tường) lớn, trong đó hốc tường lớn nhất được bao phủ bởi một mái vòm, được trang trí và khảm đá cẩm thạch trắng.
Trong sân của nhà thờ Hồi giáo là Lăng mộ Salim Chishti, một lăng mộ đá cẩm thạch trắng của vị thánh Sufi giáo, Salim Chishti (1478-1572). Đó là cấu trúc một tầng xây dựng quanh một phòng hình vuông trung tâm, trong đó là mộ của vị thánh nằm dưới tán cây trang trí bằng gỗ công phu và khảm xà cừ, hiên đi vòng xung quanh có mái che dốc. Mặt tường phía nam là Jali là cấu trúc lưới bằng đá phức tạp nằm ở hai bên cửa vào. Công trình chịu ảnh hưởng từ kiến trúc lăng mộ của Vương quốc Gujarat đầu thế kỷ 15. Các đặc điểm nổi bật khác là khung đỡ hình rắn hỗ trợ mái hiên dốc che hiên đi vòng xung quanh.
Bên trái của lăng mộ, về phía đông là một ngôi mộ bằng đá sa thạch đỏ của Islam Khan I, là con trai của Shaikh Badruddin Chisti và cháu trai của Shaikh Salim Chishti. Ông là một vị tướng trong quân đội Mogul dưới triều đại của vua Jahangir. Ngôi mộ được đặt trên đỉnh của một mái vòm, với 36 Chhatri chứa một số ngôi mộ, một số không tên, còn tất cả là của con cháu Shaikh Salim Chisti.
Một công trình khác là Diwan-i-Khas hay Hội trường Thính giả kín là một tòa nhà hình vuông đơn giản với bốn Chhatri nằm ở bốn góc mái nhà. Tuy nhiên, nó nổi tiếng với những cột trụ trung tâm, với trục bát giác đế tròn trên đó được khắc hình học, hoa văn và 36 hình rắn.
Một số cấu trúc khác gồm Ibadat Khana, Anup Talao, cung điện của Mariam-uz-Zamani, Naubat Khana, Panch Mahal (tháp hứng gió năm tầng, trên đỉnh là một chhatri có mái vòm), nhà của Birbal và tháp Hiran Minar.

## Hình ảnh

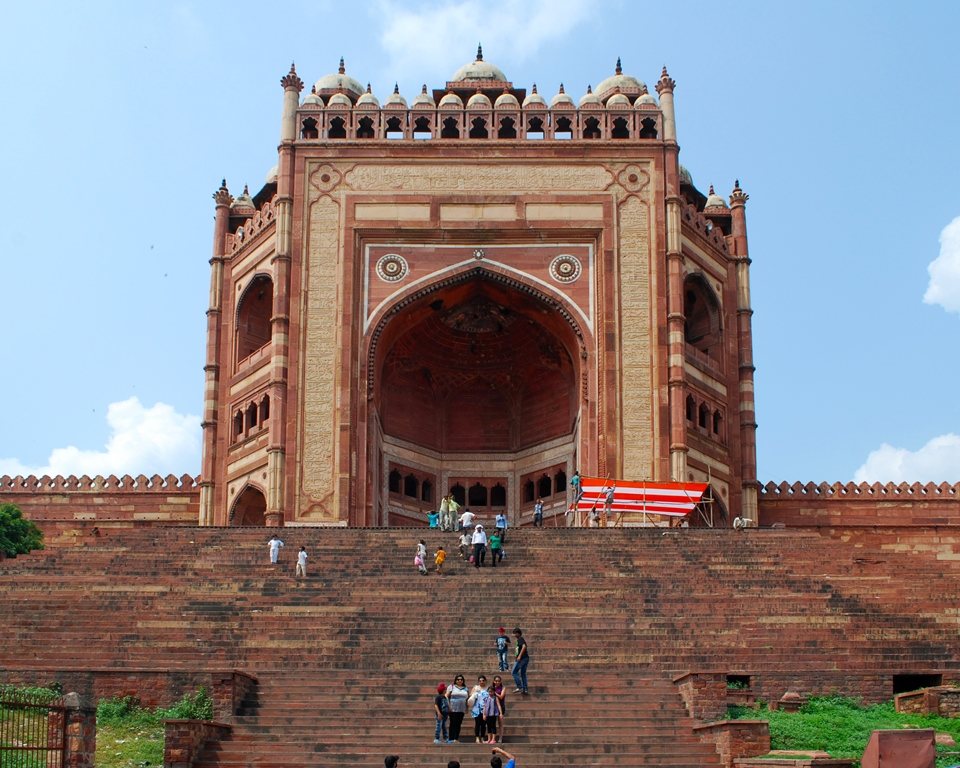
Buland Darwaza
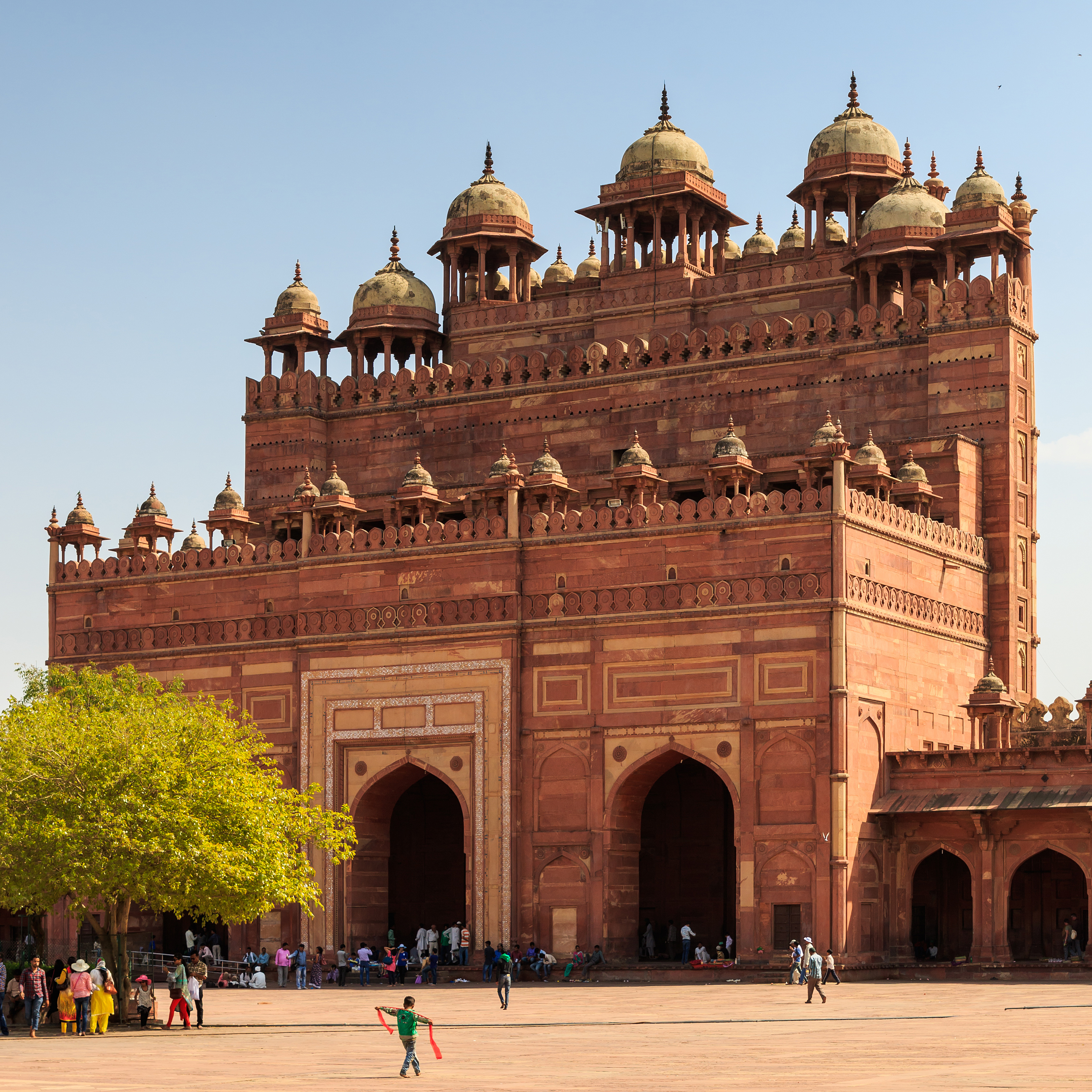
Buland Darwaza mặt trong lối vào.
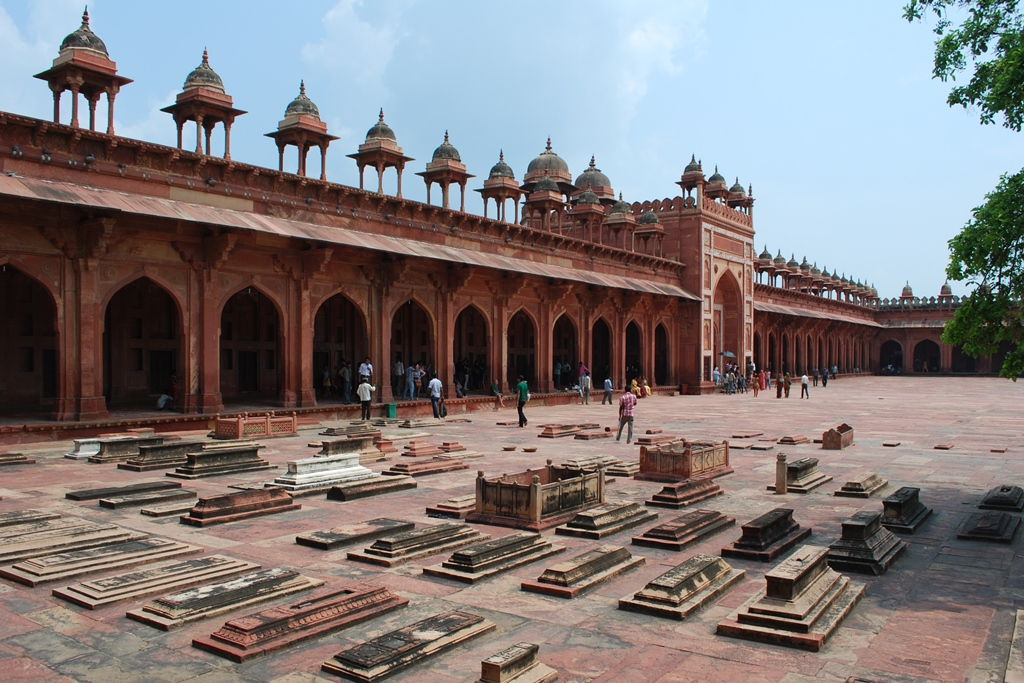
Cổng nhà vua
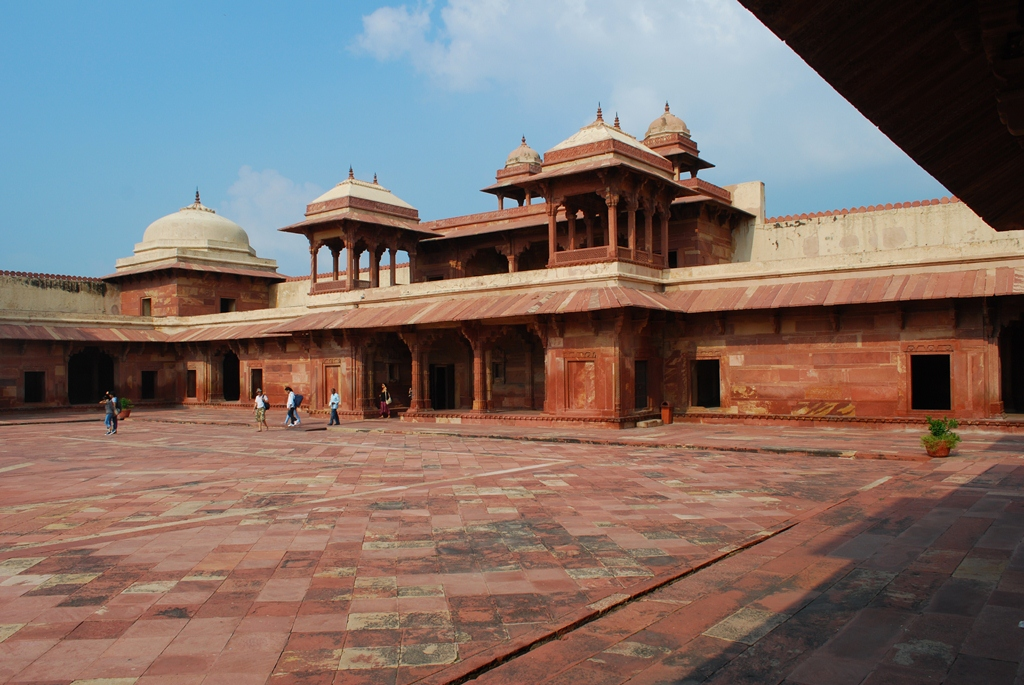
Lối vào cung điện Nữ hoàng
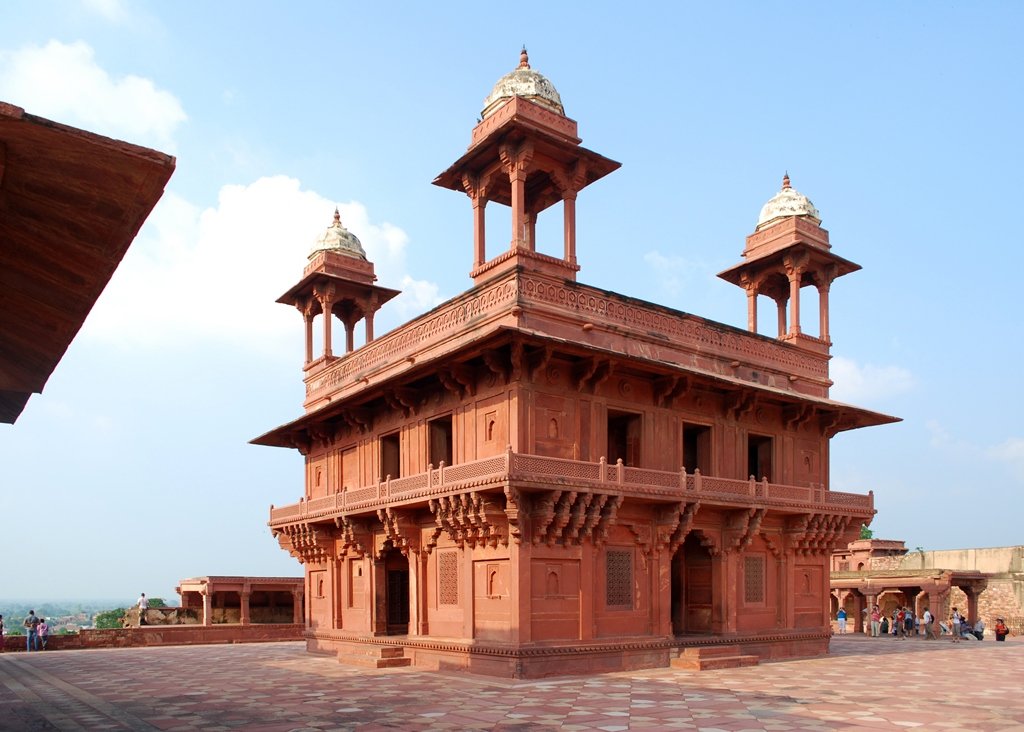
Diwan-i-Khas
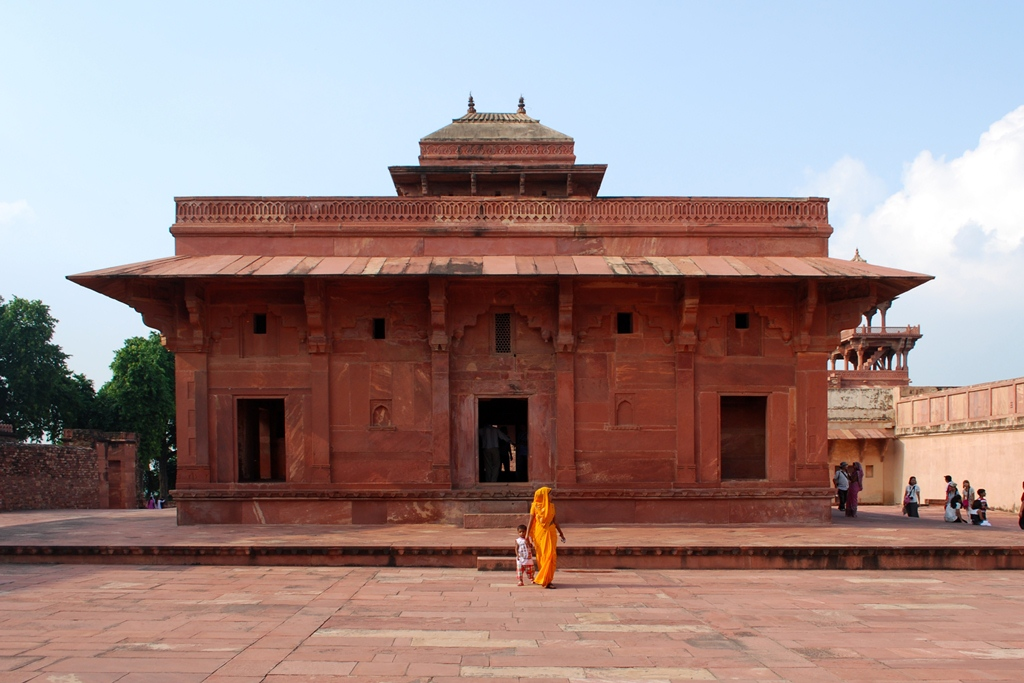
Nhà Mariam-uz-Zamani
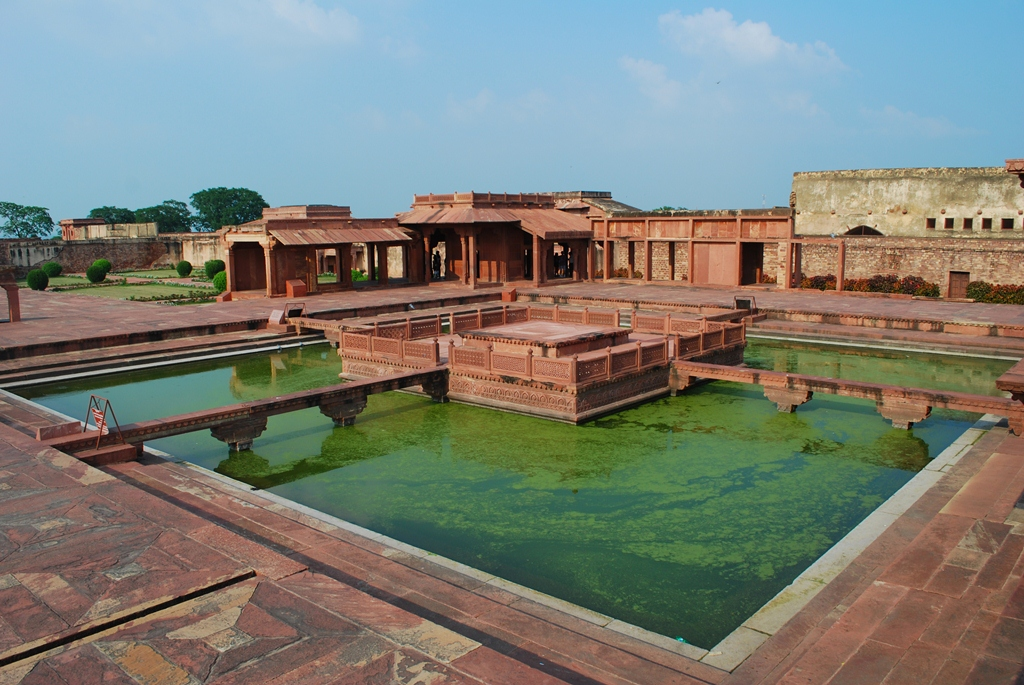
Anup Talao